# Rohrbach Metall-Flugzeugbau
Rohrbach Metall-Flugzeugbau était un constructeur aéronautique implanté à Berlin en Allemagne. La société fut fondée en 1922 par le Dr-Ing. Adolf Rohrbach, qui était un pionnier dans la construction d’avions métalliques basés sur le principe du revêtement travaillant.

## Historique
À l'époque où le Dr Adolf Rohrbach débuta dans la construction aéronautique, le traité de Versailles interdisait la construction et l'exportation d'avions gros porteurs en Allemagne. Rohrbach a donc créé une société au Danemark, la « Rohrbach-Metall-Aeroplan Co. A/S », qui assura la construction du premier avion Rohrbach. Les restrictions strictes imposées à l'industrie aéronautique se sont assouplies en 1926, ce qui a permis la construction de la série des avions Rohrbach dans l'usine Rohrbach Metall-Flugzeugbau GmbH à Berlin.
La compagnie ne connut qu'un succès commercial limité. Seul l'avion de ligne Rohrbach Roland à dix places fut construit en petit nombre. En 1934, l'entreprise fut absorbée par Weser Flugzeugbau, où Adolf Rohrbach devint directeur technique.

## Production
- Rohrbach Ro I
- Rohrbach Ro II (1923)
- Rohrbach Ro III (1927)
- Rohrbach Ro IIIa Rodra

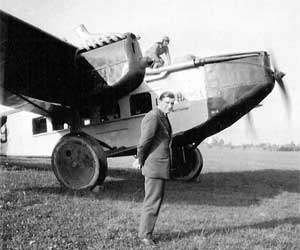
Rohrbach Ro-VIIIa Roland à l'aéroport de Genève-Cointrin (1929)

- Rohrbach Ro IV ou Beardmore Inverness (1925)
- Rohrbach Ro V Rocco (1927)
- Rohrbach Ro VI ou Beardmore Inflexible (1928), un exemplaire construit au Royaume-Uni par William Beardmore and Company
- Rohrbach Ro VII Robbe (1926)
- Rohrbach Ro VIII Roland (1926)
- Rohrbach Ro IX Rofix (1927)
- Rohrbach Ro X Romar (1927)
- Rohrbach Ro XI Rostra (1928)